# Les Belles de nuit
Les Belles de nuit és una pel·lícula de fantasia francesa de 1952 en francès dirigida i escrita per René Clair que va coproduir amb Angelo Rizzoli. La pel·lícula és protagonitzada per Gérard Philipe, Martine Carol, Gina Lollobrigida i Magali Vendeuil. A la 13a Mostra Internacional de Cinema de Venècia va guanyar el Premi FIPRESCI.

## Argument
L'empobrit professor de piano i compositor Claude (Gérard Philipe) fantaseja amb seduir belles dones riques. Una nit, un somni prometedor es converteix en un malson en el qual és perseguit pels violents marits i germans dels seus amants. S'aixeca i intenta mantenir-se despert per por de tornar-se a sentir embruixat. Llavors coneix la seva veïna Suzanne (Magali Vendeuil) que s'assembla a una dona del seu somni.

## Repartiment
- Gérard Philipe com a Claude
- Martine Carol com a Edmee
- Gina Lollobrigida com a Leila/Caixera
- Magali Vendeuil com a Suzanne
- Marilyn Buferd com a Madame Bonacieux / empleada de correus
- Raymond Bussières com Roger el mecànic
- Raymond Cordy com el pare de Suzanne, Gaston / Marquès
- Bernard La Jarrige com a Léon, el gendarme
- Albert Michel com a Le facteur / Carter
- Palau com l'ancià cavaller
- Jean Parédès com a Paul el farmacèutic
- Paolo Stoppa com a director d'Òpera